# Paradise (cançó de Coldplay)
«Paradise» és una cançó de la banda britànica Coldplay llançada com a segon senzill de l'àlbum Mylo Xyloto. La portada és una peça abstracta amb diferents tons de blau que inclou una papallona i una espiral d'Arquimedes, signes recurrents en els concerts de Coldplay, el seu vestuari o en el seu lloc web oficial.
La crítica musical fou benèvola amb la cançó i la majoria de mitjans van qualificar positivament la seva qualitat. En les llistes musicals fou Top 5 en molts països malgrat que en molt pocs arribà al número 1. Al Regne Unit no pogué entrar a la llista de senzills perquè inicialment era gratuïta si es reservava l'àlbum a través d'internet. Quan posteriorment es llançà comercialment el 24 d'octubre de 2011, un mes i mig després del llançament de l'àlbum, debutà a la 14a posició. Curiosament, quan fou interpretada en la final del programa de televisió britànic The X Factor, retornà a la llista fins al número 2 des de la fi de desembre i fins a la primera setmana del 2012 escalà al capdamunt de la llista, quatre mesos després del seu llançament.
Coldplay va anunciar inicialment que el videoclip seria dirigit per Hype Williams, però aquesta fou descartada després del rodatge perquè la banda va decidir enregistrar una nova versió amb Mat Whitecross. El grup va contactar amb Whitecross tot just un dia abans de començar la filmació i la idea del videoclip es va acabar poques hora abans que el director viatgés de Londres a Sud-àfrica. Martin es va encarregar de dissenyar l'argument mentre buscaven el material i les disfresses d'elefant com podien. El videoclip fou rodat a Londres, Ciutat del Cap, Johannesburg i el Petit Karoo.

## Llista de cançons
Descàrrega digital
1. "Paradise" − 4:39

Senzill promocional (Regne Unit)
1. "Paradise" (Edició ràdio) − 4:39
2. "Paradise" (Instrumental) − 4:39

Descàrrega digital – Fedde le Grand Remix
1. "Paradise" (Fedde le Grand Remix) − 7:15

Descàrrega digital – Tiësto Remix
1. "Paradise" (Tiësto Remix) − 4:45